# C Estirada
ʗ es una letra del alfabeto latino usada para representar un chasquido alveolar. Este sonido ha sido clasificado como alveolar, postalveolar, retroflejo y palatal en diferentes épocas.
ʗ formaba parte del Alfabeto Fonético Internacional (cuando se designaba como "postalveolar") hasta 1989, donde fue remplazada por [ǃ].